# Johann Drexel
Johann Drexel (8. listopadu 1844 Hohenems – 11. října 1905 Feldkirch) byl rakouský pedagog a politik, na přelomu 19. a 20. století poslanec Říšské rady.

## Biografie
Profesí byl pedagogem. Od roku 1865 vyučoval v Lingenau, od roku 1875 na obecné škole ve Feldkirchu, na níž v letech 1877–1897 zastával funkci jejího ředitele. Po dvaadvacet let byl členem okresní školní rady. Patřil mezi zakladatele zemského učitelského spolku ve Vorarlbersku. Bojoval za školské liberální reformy.
Na konci 19. století se zapojil i do celostátní politiky. Ve volbách do Říšské rady roku 1897 získal mandát v Říšské radě (celostátní zákonodárný sbor) za kurii městskou a obchodních a živnostenských komor, obvod Bregenz, Feldkirch atd. Za týž obvod mandát obhájil i ve volbách do Říšské rady roku 1901. Zasedal zde až do své smrti roku 1905. Pak ho nahradil Heinrich Hueter.Profesně byl k roku 1897 uváděn jako nadučitel. Byl členem Německé pokrokové strany.